# Galović Selo
Galović Selo – wieś w Chorwacji, w żupanii karlowackiej, w mieście Duga Resa. W 2011 roku liczyła 73 mieszkańców.